# Активный ил

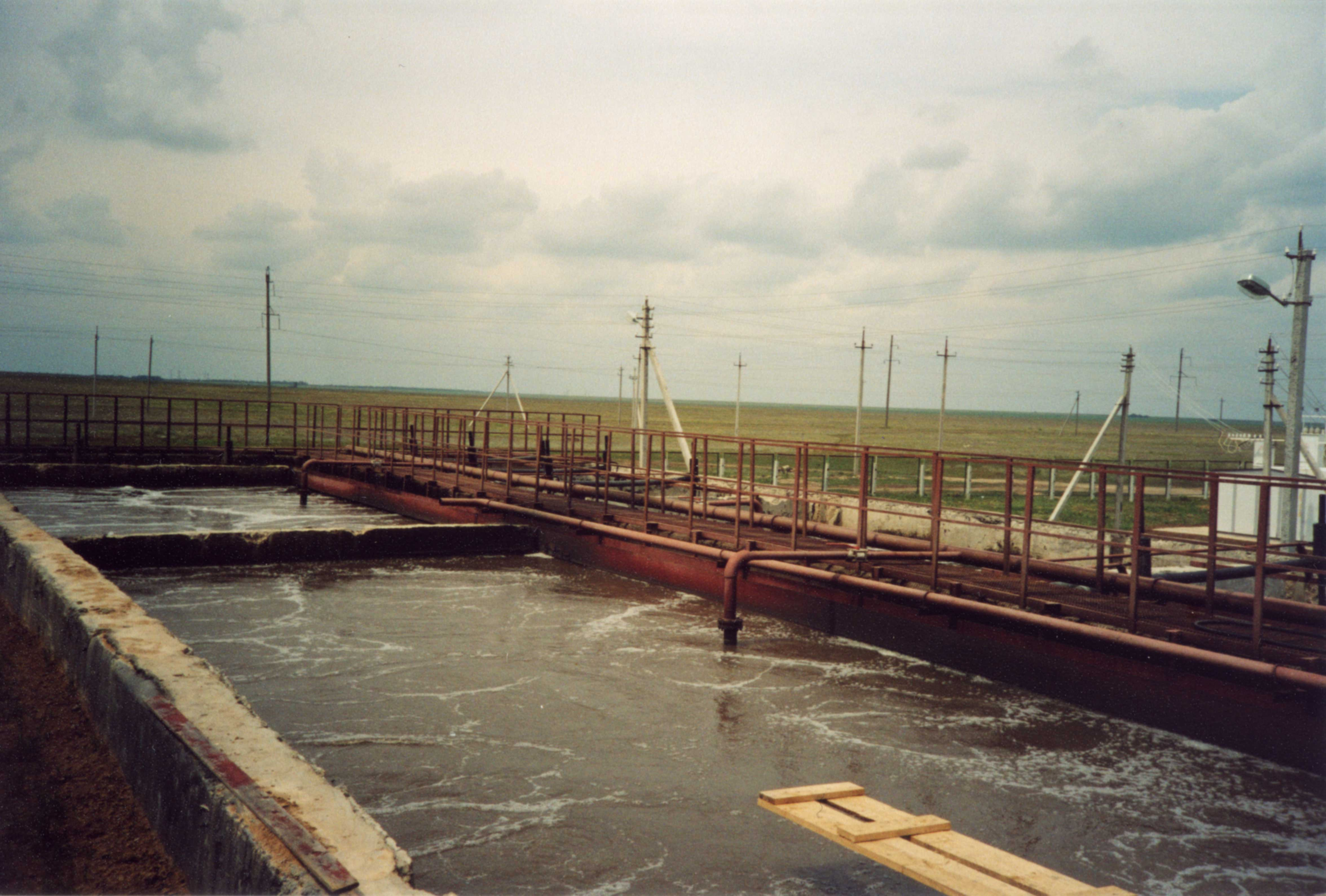
Аэротенк с активным илом

Активный ил — биоценоз зоогенных скоплений (колоний) бактерий и простейших организмов, которые участвуют в очистке сточных вод. Применяется в биологической очистке сточных вод. Данный метод был изобретён в Великобритании в 1913 году. Биологическая очистка сточных вод осуществляется с целью удаления из них органических веществ, в том числе соединений азота и фосфора.

## Принцип
Метод биологической очистки основан на способности некоторых видов микроорганизмов в определённых условиях использовать загрязняющие вещества в качестве своего питания. Множество микроорганизмов, составляющих активный ил биологического очистного сооружения, находясь в сточной жидкости, поглощает загрязняющие вещества внутрь клетки, где они под воздействием ферментов подвергаются биохимическим превращениям. При этом органические и некоторые виды неорганических загрязняющих веществ используются бактериальной клеткой в двух направлениях:
1. Биологическое окисление в присутствии кислорода до безвредных продуктов углекислого газа и воды:
Органическое вещество + О2 (в присутствии ферментов) ⇒ СО2 + Н2О + Q Выделяющаяся при этом энергия используется клеткой для обеспечения своей жизнедеятельности (движение, дыхание, размножение и т. п.).
2. Синтез новой клетки (размножение):
Органическое вещество + N + P + Q (в присутствии ферментов) ⇒ НОВАЯ КЛЕТКА

Интенсивность и глубина протекания процессов зависит от качественного состава активного ила, разнообразия форм и видов микроорганизмов, способности их адаптации (приспособления) к конкретному составу загрязняющих веществ сточной жидкости и условий проведения процесса.

## Условия проведения процесса
- наличие в сточной жидкости и оптимальное соотношение органического углерода, биогенных элементов (азота и фосфора) и микроэлементов (серы, марганец, железо, кобальт и др.);
- соблюдение предельно допустимых концентраций загрязняющих веществ;
- отсутствие в сточной жидкости токсичных для микроорганизмов веществ;
- достаточное количество кислорода и интенсивность аэрации;
- оптимальный температурный режим;
- нагрузка на ил по количеству загрязняющих веществ;
- время контакта ила и сточной жидкости;
- конструктивные особенности сооружений и биологической схемы очистки;
- и т. д.

## Контроль состояния активного ила
Микроорганизмы являются эффективным индикатором для определения качества ила. Для осуществления биоиндикаторного контроля проводят гидробиологический анализ водно-иловой смеси методом микроскопирования. Определяются структурные особенности биоценоза активного ила, организмы которого обладают способностью реагировать (качественным изменением и количественным распределением отдельных групп) на состав и свойства очищаемых сточных вод, а также на условия жизнеобеспечения. Численное преобладание того или иного компонента биоценоза служит индикатором стабильности и эффективности технологического процесса очистки сточных вод. Данный метод позволяет определить отклонения микроорганизмов и изменение видового состава биоценоза от нормального состояния, причем по степени таких отклонений не только определять состояние, но и прогнозировать сроки перспективы изменения нормального протекания технологического процесса биологической очистки сточных вод.

## Этапы очистки
Биологическая очистка осуществляется в несколько стадий:
- анаэробная стадия;
- аноксидная стадия(денитрификация).
- аэробная стадия;
- отстаивание в промежуточном отстойнике;
- глубокая биологическая доочистка с применением иммобилизованных на носителе микроорганизмов;
- разделение водно-иловой смеси в окончательном отстойнике;
- обезвоживание илового осадка;
- сушка илового осадка.

Первая стадия обработки происходит в анаэробной зоне, куда также направляется рециркуляционная водно-иловая смесь из осадочной части промежуточного и окончательного отстойников.
Перед тем как сточная вода поступает в блок биологической очистки (ББО), из неё удаляются крупные взвешенные частицы. Для этого применяются решётки и песколовки. Пропускная способность решёток определяется размером их отверстий. Осаждение части прошедших через решётку частиц происходит в песколовке под воздействием центробежных сил кругового движения воды.
В большинстве случаев после прохождения участка механического обезвоживания осадок с влажностью 80-85% подвергается дальнейшей переработке: компостированию, обеззараживанию, термической обработке. Наиболее привлекательным направлением дальнейшей переработки является высокотемпературная термическая сушка осадка. Прежде всего это связано с значительным уменьшением объёма осадка и одновременным обеззараживанием. В западноевропейских странах внедрено огромное количество различных технологий сушки: барабанные сушилки, вальцовые, ленточные, скребковые, дисковые, лопастные и т. д. Наиболее распространёнными являются сушилки, основанные на контактном методе сушки. В данных сушилках процесс теплопередачи происходит через металлический барьер без подачи дополнительного воздуха или промывочного газа, что в свою очередь предотвращает возможность взрыва и самовозгорания. После сушки осадок применяется в качестве удобрения, строительного материала или же альтернативного топлива.

## Состав активного ила

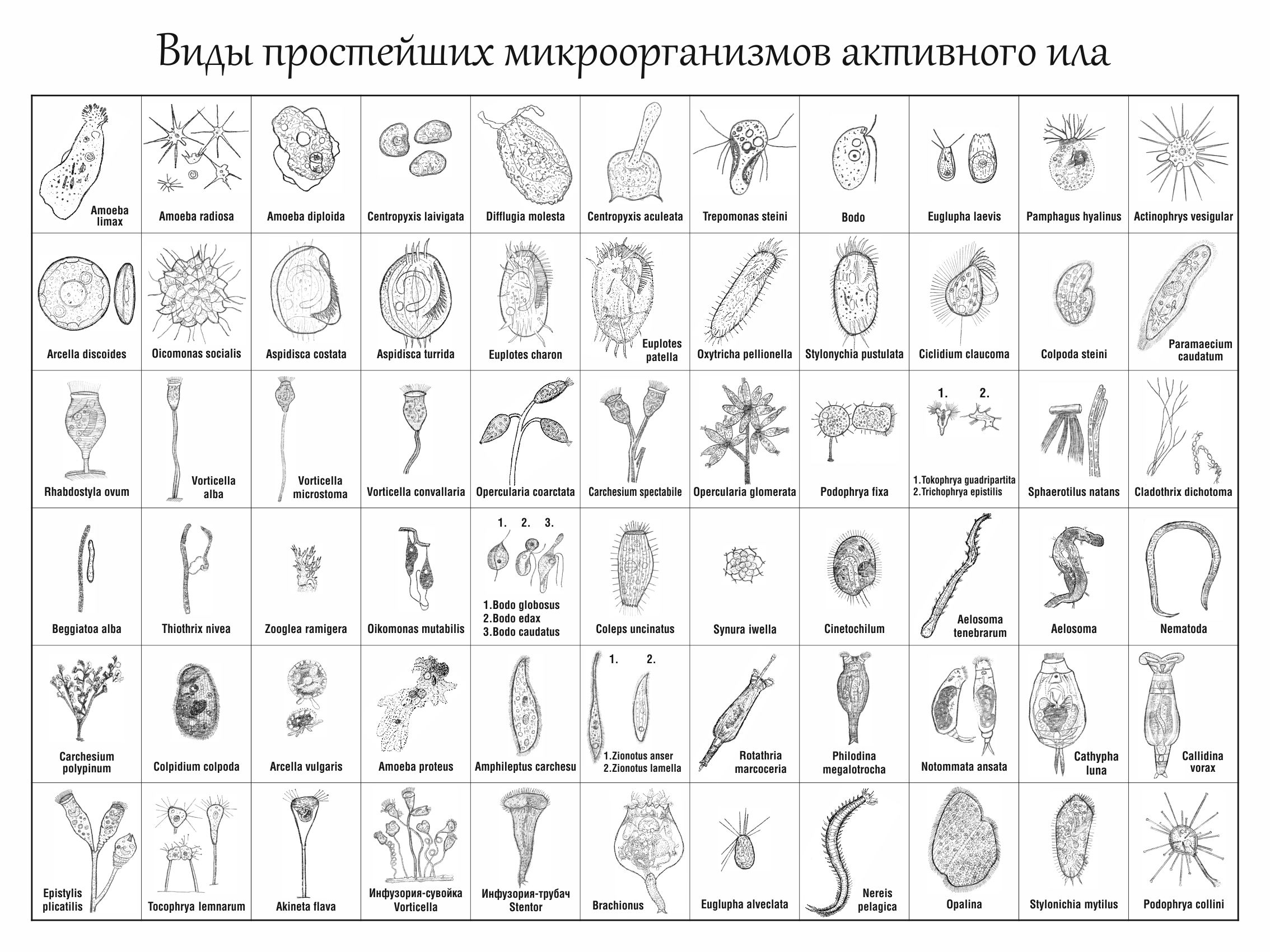
Виды простейших микроорганизмов активного ила

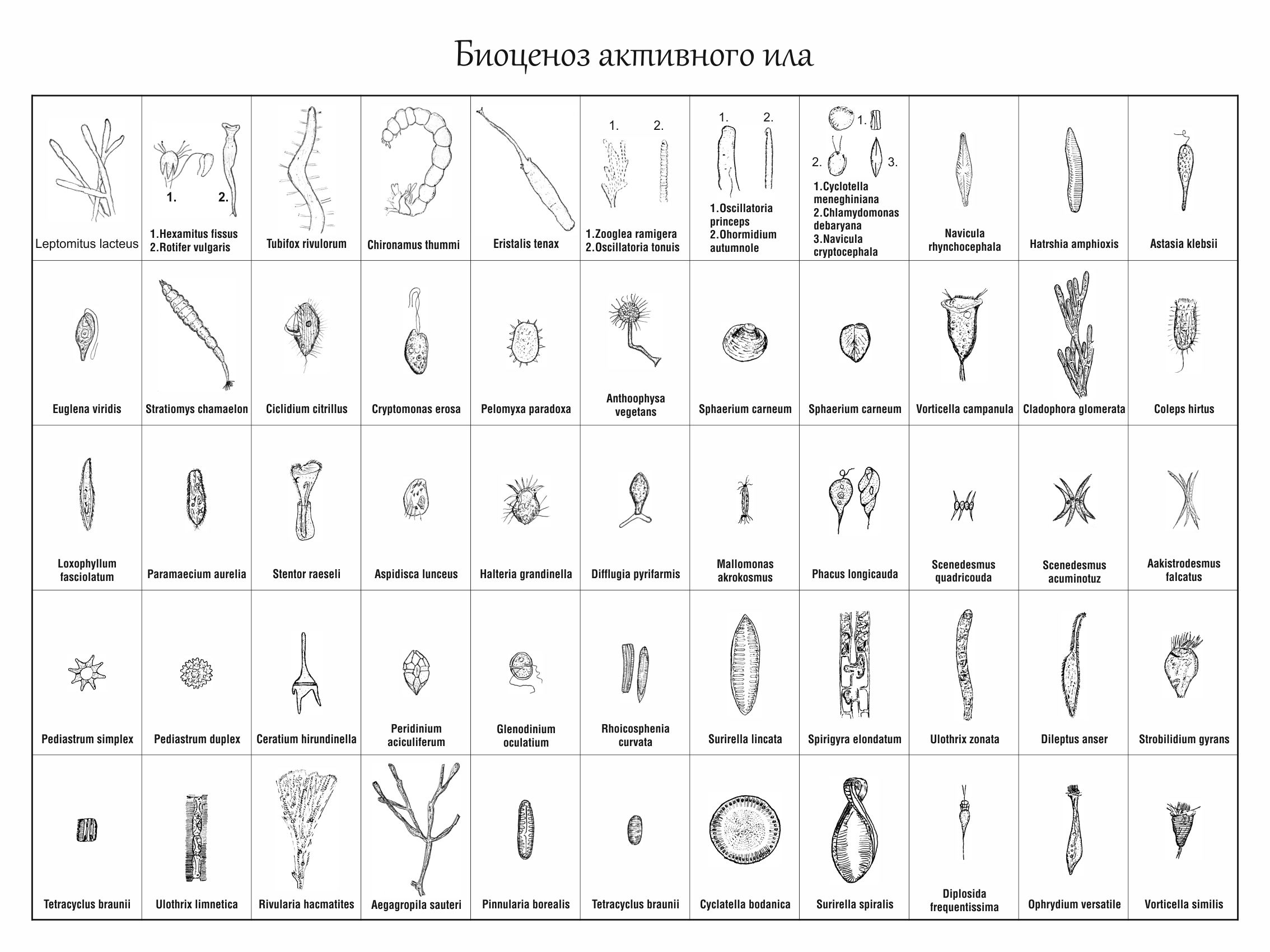
Биоценоз активного ила

Часто встречающиеся виды микроорганизмов в составе активного ила:
- амёбы
  - Арцеллы[англ.]
  - Амёба дисковидная
  - Амёба террикола
  - Обыкновенная амёба
  - Euglypha[нем.]
- Солнечники
- Инфузории
  - Сосущие инфузории
  - Инфузория-туфелька
  - Сувойки
  - Aspidisca
  - Carchesium
  - Cyclidium
  - Euplotes
  - Opercularia
  - Oxytricha
  - Stylonychia
- Жгутиконосцы
  - политома
  - Bodo
- Коловратки
  - Cathypna
  - Monostyla
  - Notommata
  - Philodina
- Кольчатые черви
  - Aeolosoma
- Нитчатые бактерии
- Хлопья активного ила
- Зооглея «оленьи рога»